# Unlock
UNLOCK – pierwszy japoński album studyjny południowokoreańskiej grupy Day6, wydany 17 października 2018 roku przez Warner Music Japan.
Album ukazał się w siedmiu edycjach fizycznych: regularnej, limitowanej (CD+DVD) i pięciu edycjach z każdym z członków. Osiągnął 21 pozycję w rankingu Oricon i pozostał na liście przez 3 tygodnie, sprzedał się w nakładzie 6586 egzemplarzy. Płytę promował utwór „Breaking Down”, do którego wydany został również teledysk.

## Lista utworów
| CD  | CD                                          | CD                                     | CD                                                          | CD                       | CD      |
| Nr  | Tytuł utworu                                | Tekst                                  | Kompozycja                                                  | Aranżacja                | Długość |
| --- | ------------------------------------------- | -------------------------------------- | ----------------------------------------------------------- | ------------------------ | ------- |
| 1.  | „Live Your Life”                            | Young K                                | Cha Il-hun, Young K                                         | Cha Il-hun, REX, Young K | 3:08    |
| 2.  | „Breaking Down”                             | Young K                                | Cha Il-hun, Young K                                         | Cha Il-hun, YUE, Young K | 3:29    |
| 3.  | „Stop The Rain”                             | Young K, Sungjin, Jae                  | Shin’ichi Ubukata, DAY6                                     | Shin’ichi Ubukata        | 4:36    |
| 4.  | „Say Hello”                                 | Young K, Watanabe Hajime               | 220, Sungjin, Young K, Wonpil, Jae                          |                          | 3:23    |
| 5.  | „Everybody Rock!”                           | Young K, Co-sho                        | Frants, Young K                                             | Frants, Young K          | 3:15    |
| 6.  | „I Just”                                    | Young K, KOMU                          | Cha Il-hun, Young K, Wonpil                                 | Cha Il-hun, Wonpil       | 3:25    |
| 7.  | „Nobody Knows”                              | Sungjin, Young K, Wonpil, KOMU, Frants | Frants, Sungjin                                             | Frants, Sungjin          | 4:05    |
| 8.  | „Falling”                                   | Sungjin, Jae, Young K                  | Shin’ichi Ubukata, DAY6                                     | Shin’ichi Ubukata        | 4:35    |
| 9.  | „If ~Mata aetara~” (jap. If ~また逢えたら~) | Young K, KOMU                          | Cha Il-hun, YUE, Young K, Sungjin, Wonpil                   | Cha Il-hun, YUE          | 3:23    |
| 10. | „Baby, it’s okay”                           | Young K, YHANAEL                       | Hong Ji-sang, Min Lee "collapsedone", Jae, Sungjin, Young K |                          | 3:53    |

| DVD | DVD                                                                    | DVD     |
| Nr  | Tytuł utworu                                                           | Długość |
| --- | ---------------------------------------------------------------------- | ------- |
| 1.  | „Breaking Down” (Music Video)                                          |         |
| 2.  | „DAY6 JAPAN 1st ALBUM UNLOCK” (Making Video)                           |         |
| 3.  | „If ~Mata aetara~” (jap. If ~また逢えたら~) (Music Video Another Ver.) |         |
| 4.  | „Stop The Rain” (Music Video Another Ver.)                             |         |